# 愉翠苑

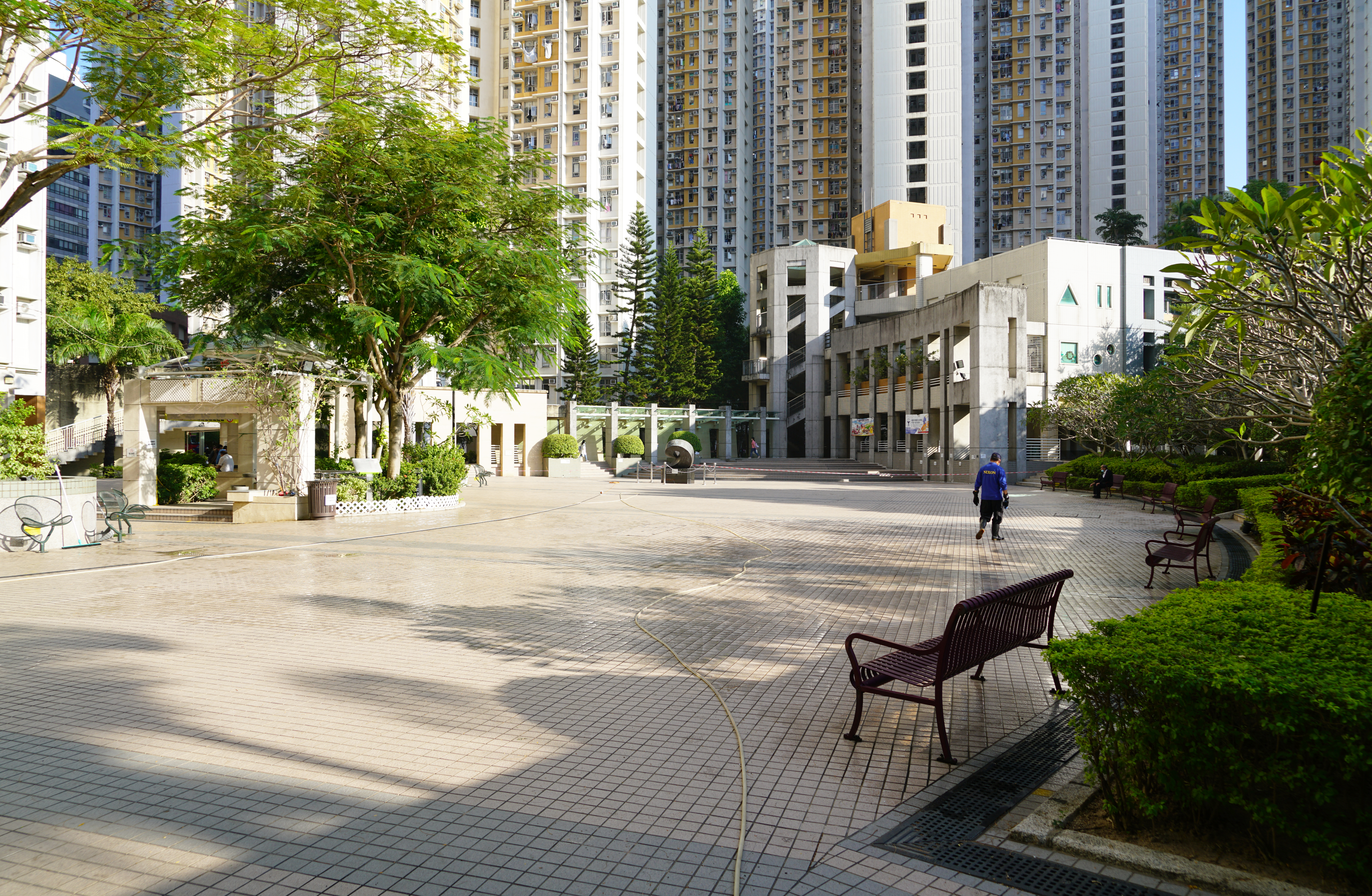
愉翠苑活動廣場，後方為停車場連服務設施大樓(廣場)

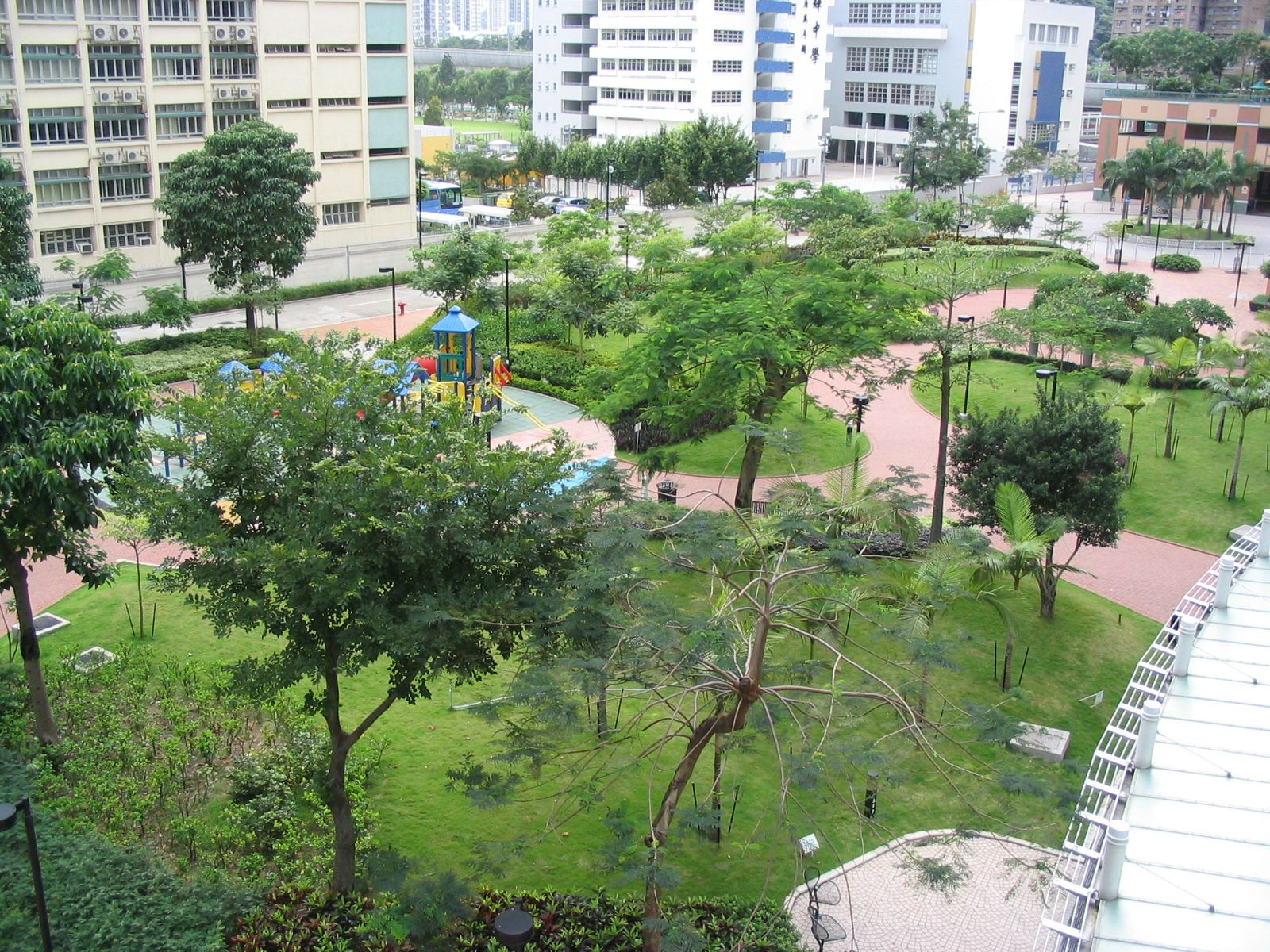
被拆卸的D座及E座其後重建為一個花園，地底仍埋有36枝樁柱

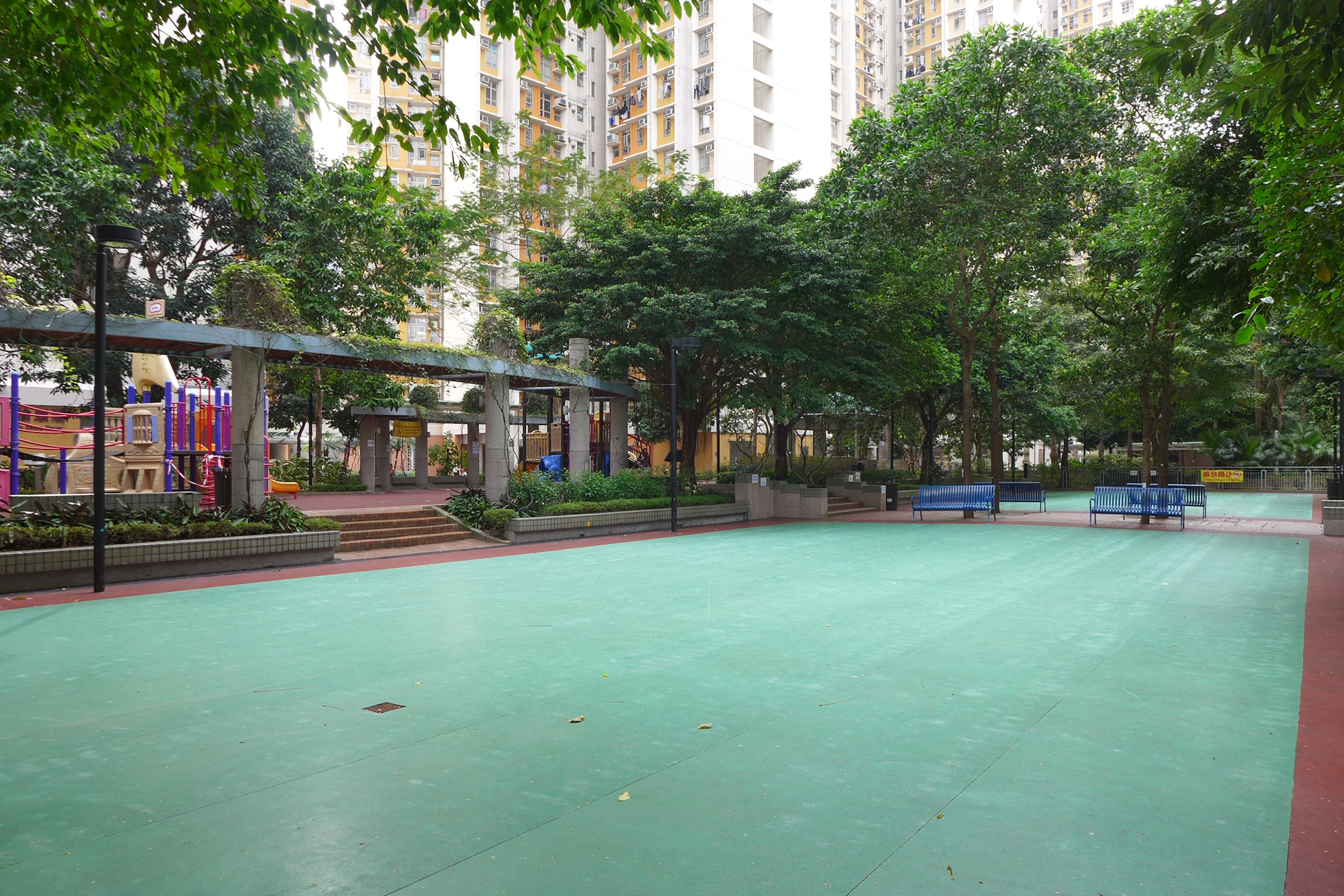
愉翠苑休憩公園（海盜船）

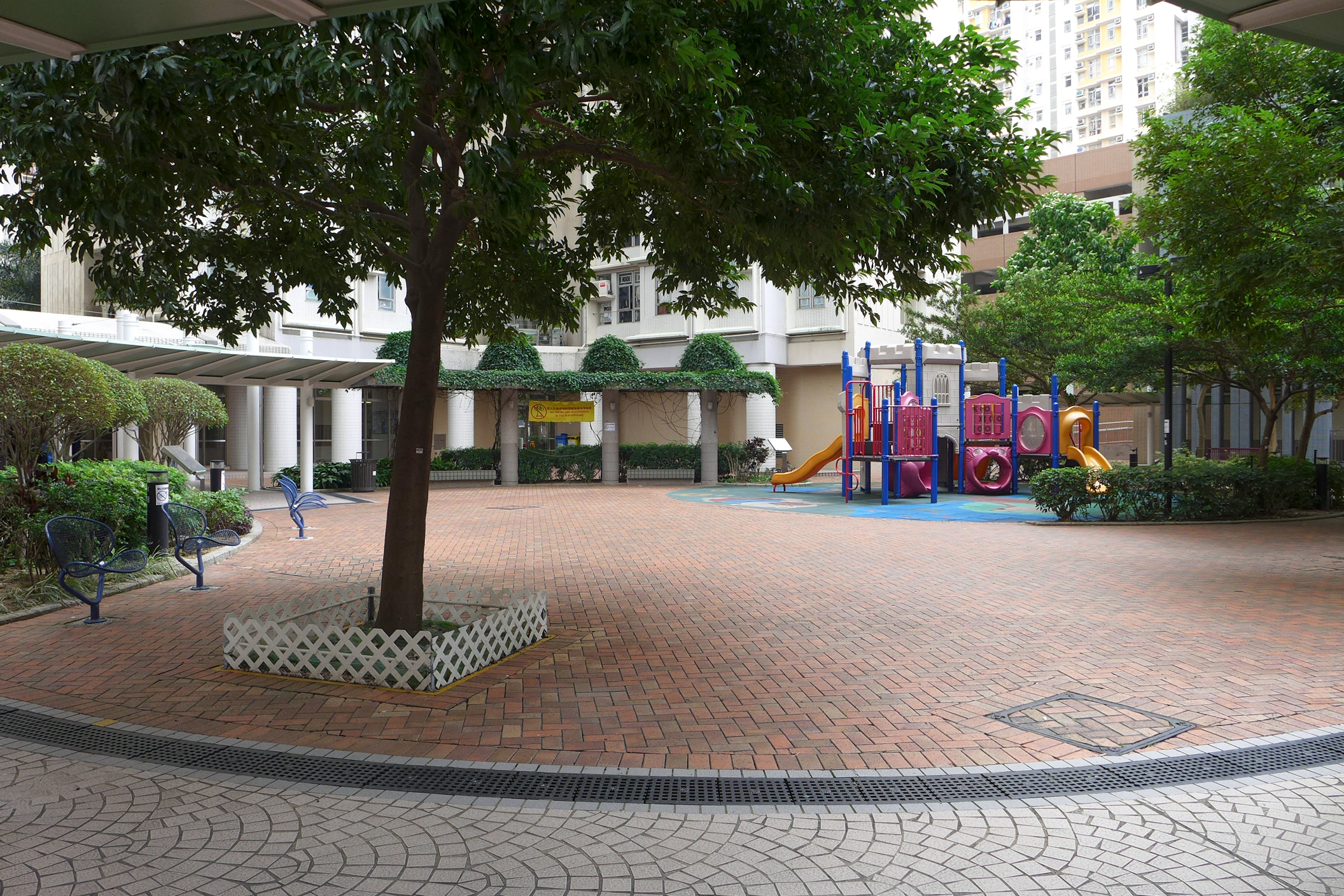
愉翠苑內的兒童遊樂場

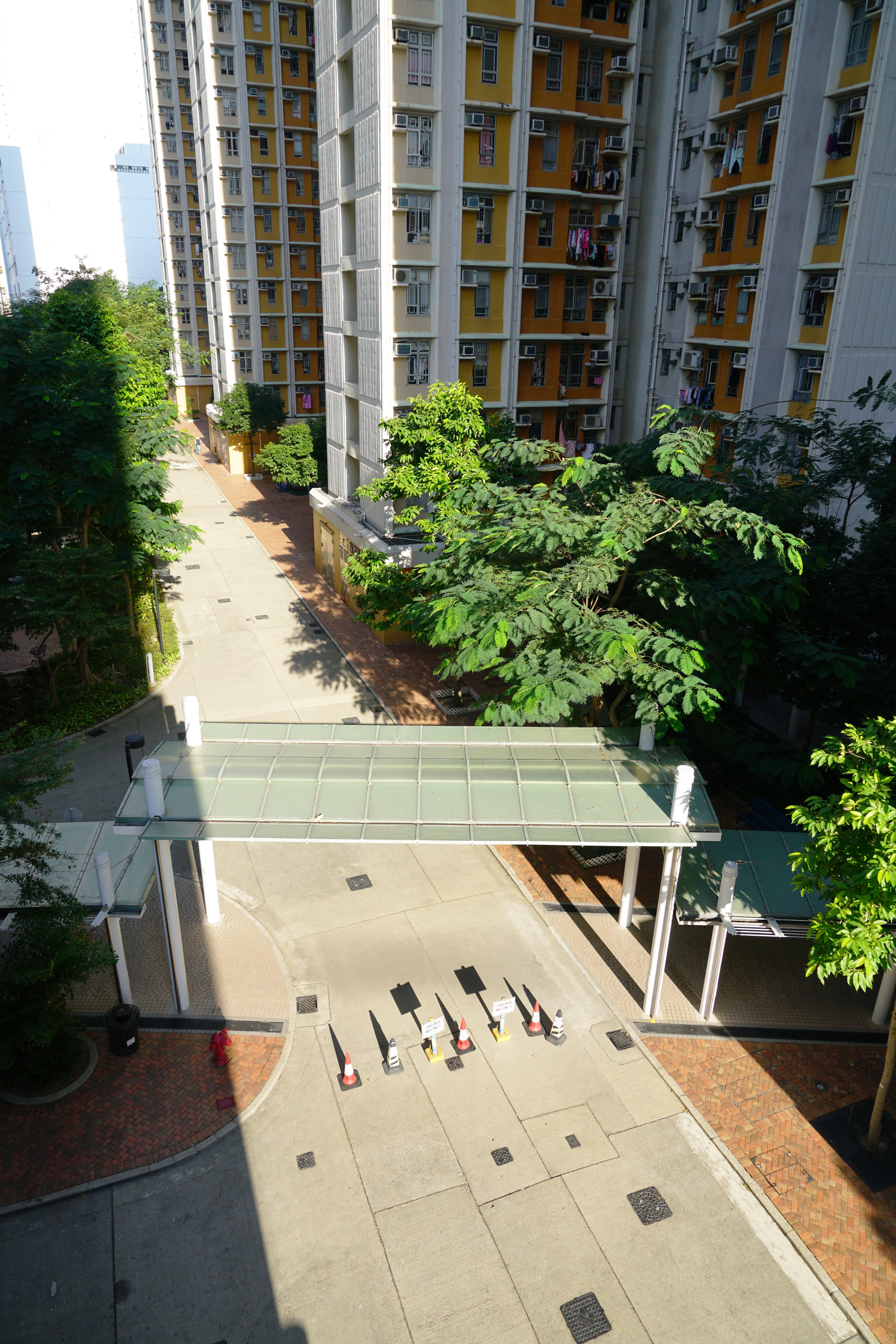
緊急車輛通道

愉翠苑（英語：Yu Chui Court），在計劃興建時有意稱為圓翠苑，是香港房屋委員會在沙田區的居者有其屋屋苑之一，位於新界沙田圓洲角第十四B區，前身為圓洲角臨時房屋區，為香港居屋短樁醜聞的主角之一，因而廣為香港人所認識。而D及E座亦因此事件而需要拆卸。屋苑由房屋署總建築師（2）設計，分五期興建，均由保華建業集團施工，於2001-2002年間竣工，並分三期發售，由康業服務有限公司負責屋苑管理，並且為全港唯一集齊康和一、二及單向設計康和型作樓宇的居屋屋苑。
愉翠苑是沙田居屋綠表市場售價最高的屋苑，也是新界綠表市場售價高企的屋苑之一。2018年1月，該屋苑有三房650實呎單位，以696萬港元未補地價成交，實呎價10,708港元，創新界居屋新高。

## 屋苑資料

### 現存樓宇
愉翠苑有16座大廈，全部採用康和式設計。
- 出售期數：第23期甲，第24期甲，剩餘計劃第1期
- 落成年份：2001年7月-2002年4月
- 樓宇類型：康和式
- 樓宇座數：16
- 單位數目：4,176
- 單位建築面積：68至87 m2（730至940 sq ft）
- 單位實用面積：47至61 m2（510至660 sq ft）
- 首次推出售價（港元）：$918,300-$1,700,600
- 接受申請日期：2001年5月、2002年7月、2007年1月

| 樓宇名稱（座號） | 門牌號碼    | 樓宇類型               | 落成年份 | 層數 | 每層伙數 | 每座單位總數（伙） | 建築師              | 承建商       | 提供升降機的廠商 | 施工期數 |
| ---------------- | ----------- | ---------------------- | -------- | ---- | -------- | ------------------ | ------------------- | ------------ | ---------------- | -------- |
| 愉歡閣（A座）    | 牛皮沙街6號 | 康和一型第二款         | 2001年   | 40   | 8        | 320                | 房屋署總建築師（2） | 保華建業集團 | 日立             | 1        |
| 愉欣閣（B座）    | 牛皮沙街6號 | 康和一型第二款         | 2001年   | 40   | 8        | 320                | 房屋署總建築師（2） | 保華建業集團 | 日立             | 1        |
| 愉滿閣（C座）    | 牛皮沙街6號 | 康和一型第二款         | 2001年   | 40   | 8        | 320                | 房屋署總建築師（2） | 保華建業集團 | 日立             | 1        |
| 愉善閣（F座）    | 牛皮沙街6號 | 康和二型第二款         | 2002年   | 32   | 6        | 192                | 房屋署總建築師（2） | 保華建業集團 | 富士達           | 2        |
| 愉揚閣（G座）    | 牛皮沙街6號 | 康和二型第二款         | 2002年   | 32   | 6        | 192                | 房屋署總建築師（2） | 保華建業集團 | 富士達           | 2        |
| 愉齊閣（H座）    | 牛皮沙街6號 | 康和二型第二款         | 2002年   | 32   | 6        | 192                | 房屋署總建築師（2） | 保華建業集團 | 富士達           | 2        |
| 愉居閣（J座）    | 牛皮沙街6號 | 康和一型第二款         | 2001年   | 40   | 8        | 320                | 房屋署總建築師（2） | 保華建業集團 | 通力             | 3        |
| 愉庭閣（K座）    | 牛皮沙街6號 | 康和一型第二款         | 2001年   | 40   | 8        | 320                | 房屋署總建築師（2） | 保華建業集團 | 通力             | 3        |
| 愉民閣（L座）    | 牛皮沙街6號 | 康和一型第二款         | 2001年   | 40   | 8        | 320                | 房屋署總建築師（2） | 保華建業集團 | 通力             | 3        |
| 愉能閣（M座）    | 牛皮沙街6號 | 單向設計康和式（統型） | 2001年   | 40   | 6        | 240                | 房屋署總建築師（2） | 保華建業集團 | 奧的斯           | 4        |
| 愉賢閣（N座）    | 牛皮沙街6號 | 單向設計康和式（統型） | 2001年   | 40   | 6        | 240                | 房屋署總建築師（2） | 保華建業集團 | 奧的斯           | 4        |
| 愉禮閣（O座）    | 牛皮沙街6號 | 單向設計康和式（統型） | 2001年   | 40   | 6        | 240                | 房屋署總建築師（2） | 保華建業集團 | 奧的斯           | 4        |
| 愉頌閣（P座）    | 牛皮沙街6號 | 單向設計康和式（統型） | 2001年   | 40   | 6        | 240                | 房屋署總建築師（2） | 保華建業集團 | 奧的斯           | 4        |
| 愉廉閣（Q座）    | 牛皮沙街6號 | 單向設計康和式（統型） | 2001年   | 40   | 6        | 240                | 房屋署總建築師（2） | 保華建業集團 | 奧的斯           | 4        |
| 愉政閣（R座）    | 牛皮沙街6號 | 單向設計康和式（統型） | 2001年   | 40   | 6        | 240                | 房屋署總建築師（2） | 保華建業集團 | 奧的斯           | 4        |
| 愉勤閣（S座）    | 牛皮沙街6號 | 單向設計康和式（統型） | 2001年   | 40   | 6        | 240                | 房屋署總建築師（2） | 保華建業集團 | 奧的斯           | 4        |

註：由於第五期為商場，故不另列出。

### 已拆卸樓宇
- 兩幢樓宇為香港居屋短樁醜聞的主角之一，因而需要拆卸。
- 由亞太土木工程有限公司承建地基部份，合約同時包括愉善閣、愉揚閣及愉齊閣在內[1]。

| 樓宇座號 | 拆卸年份 | 重建後原地用途 | 施工期數 |
| -------- | -------- | -------------- | -------- |
| D座      | 2000年   | 小型花園       | 2        |
| E座      | 2000年   | 小型花園       | 2        |

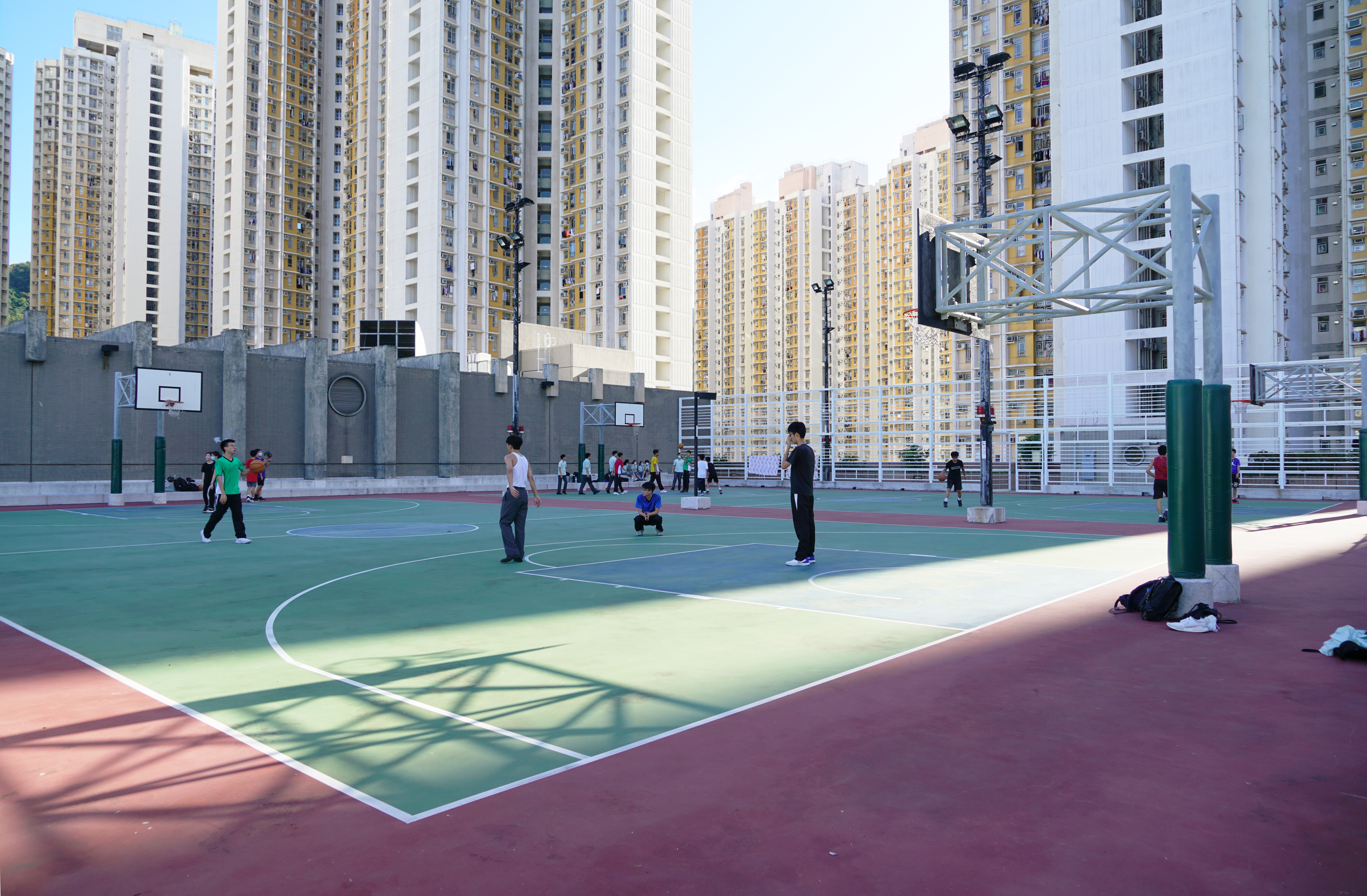
停車場天台籃球場
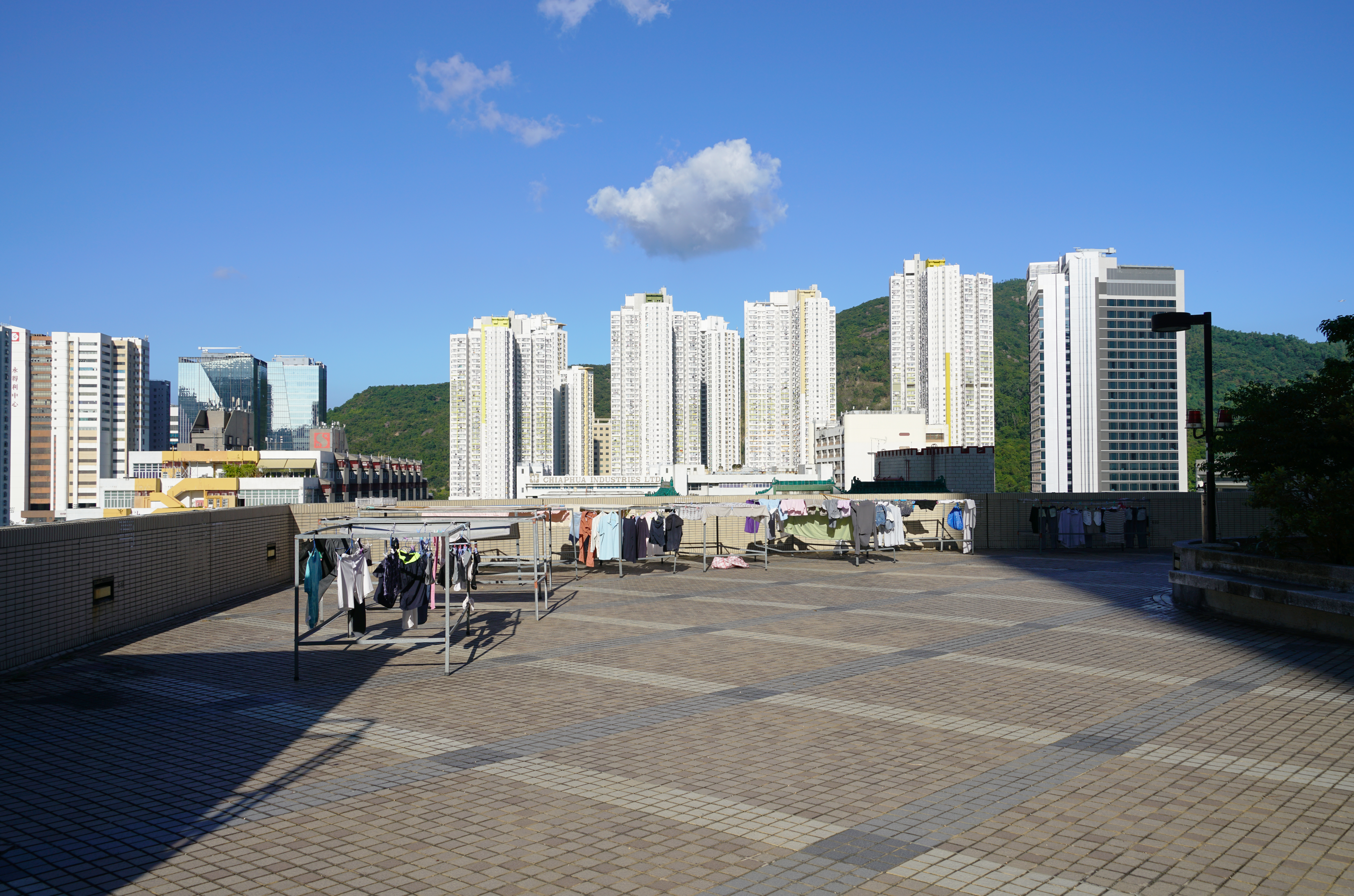
停車場天台設曬衣架
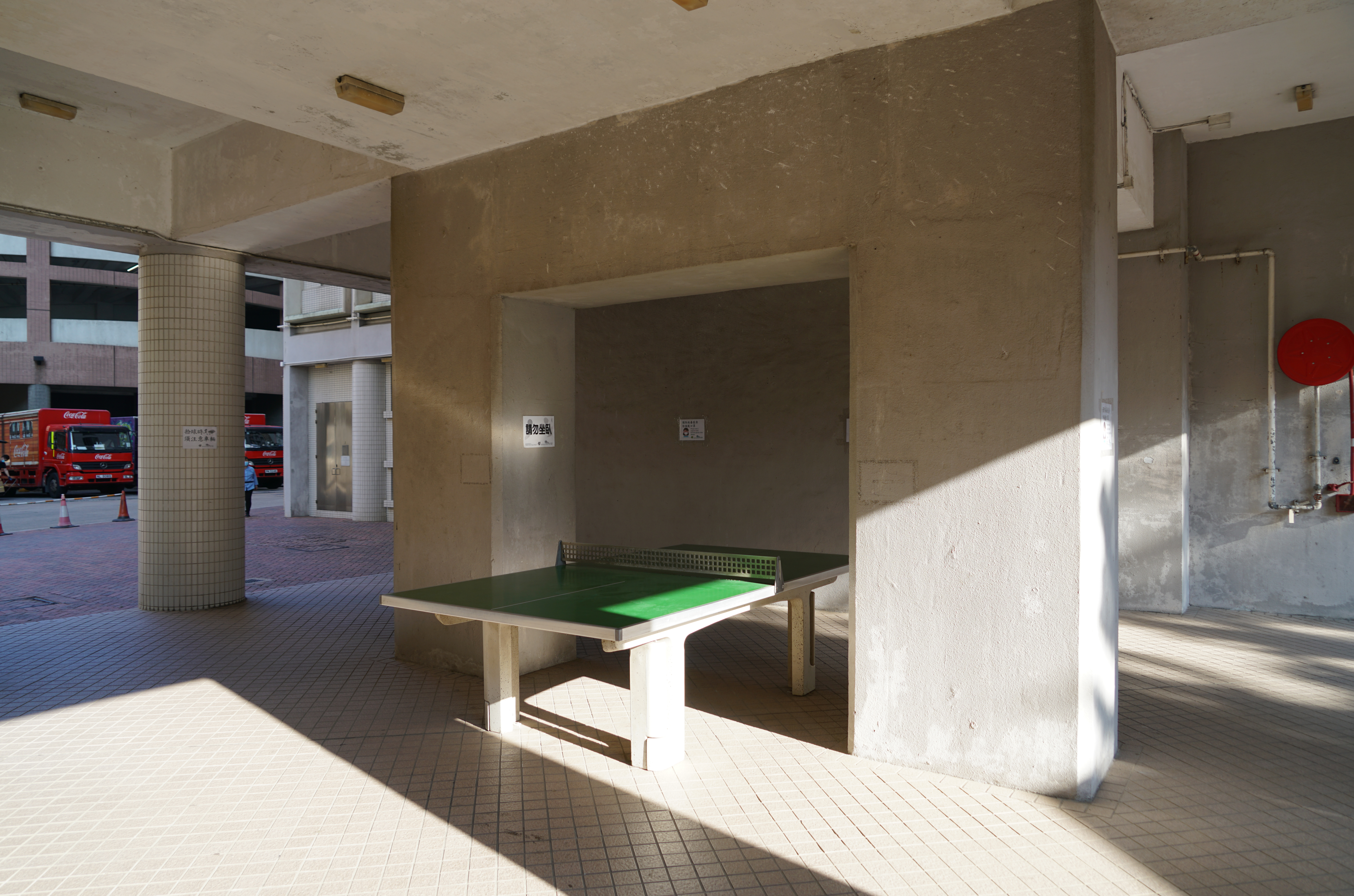
乒乓球桌
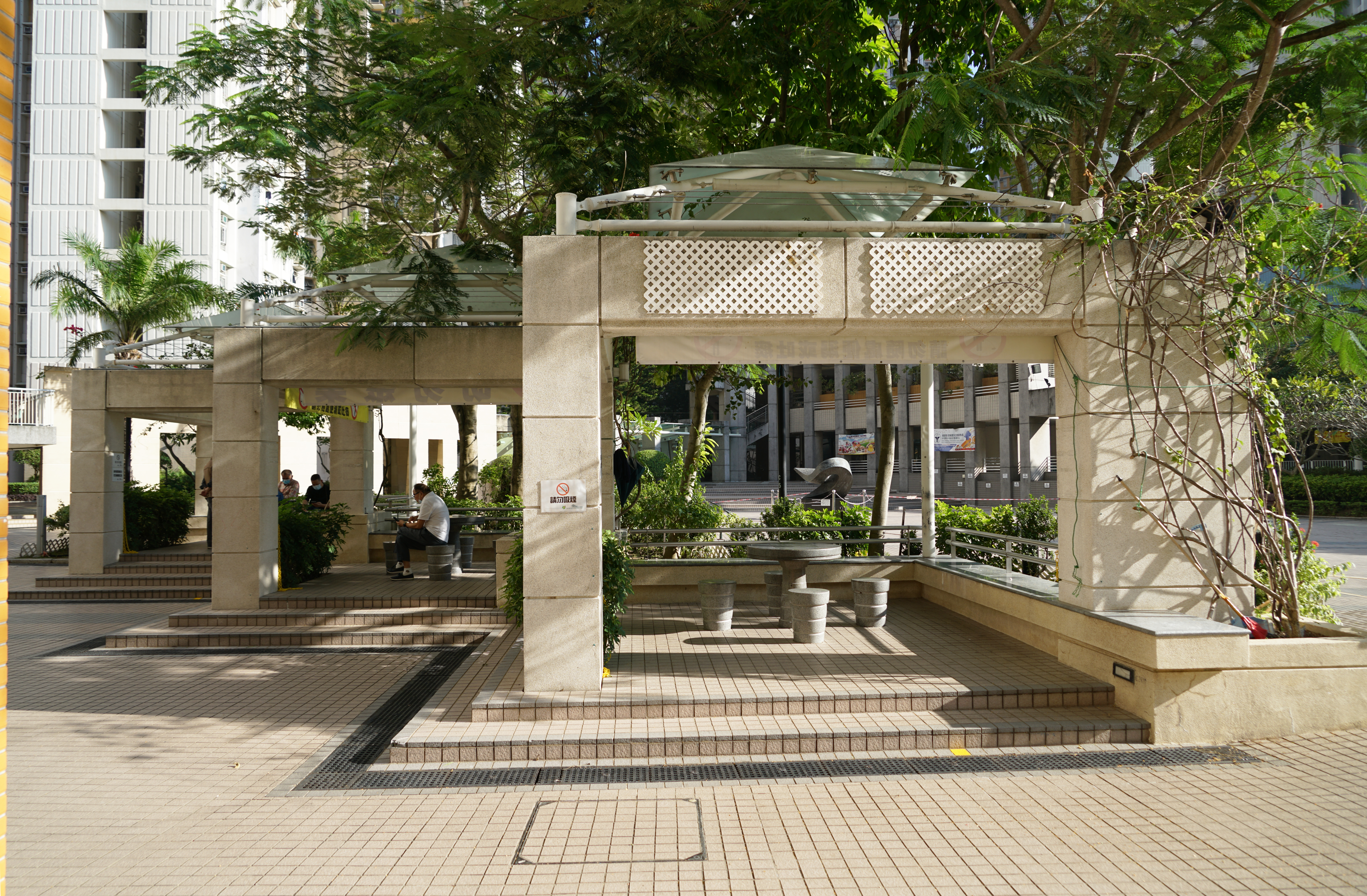
棋枱

## 屋苑主要設施

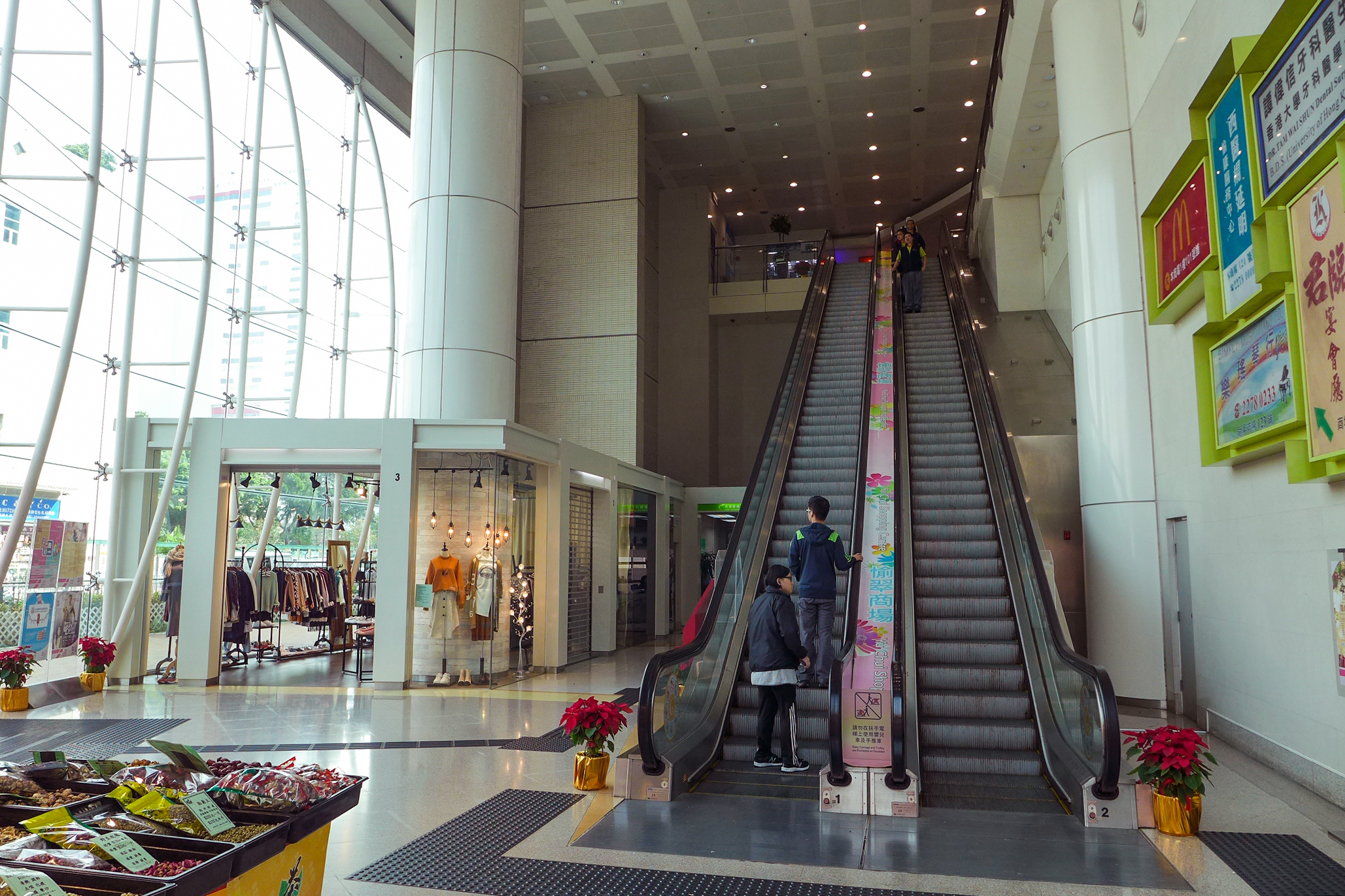
愉翠商場地下（2016年）

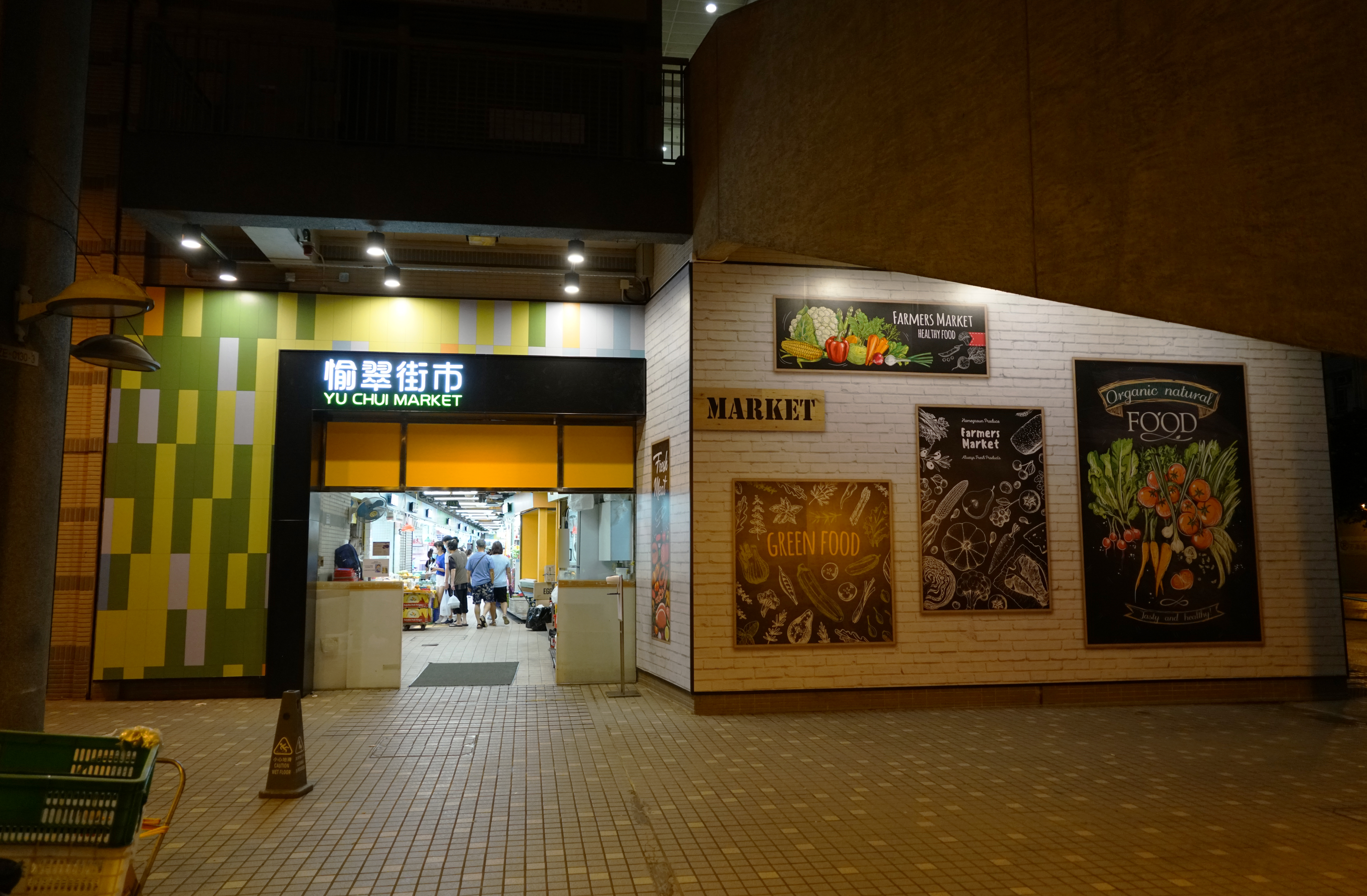
翻新後的愉翠街市入口

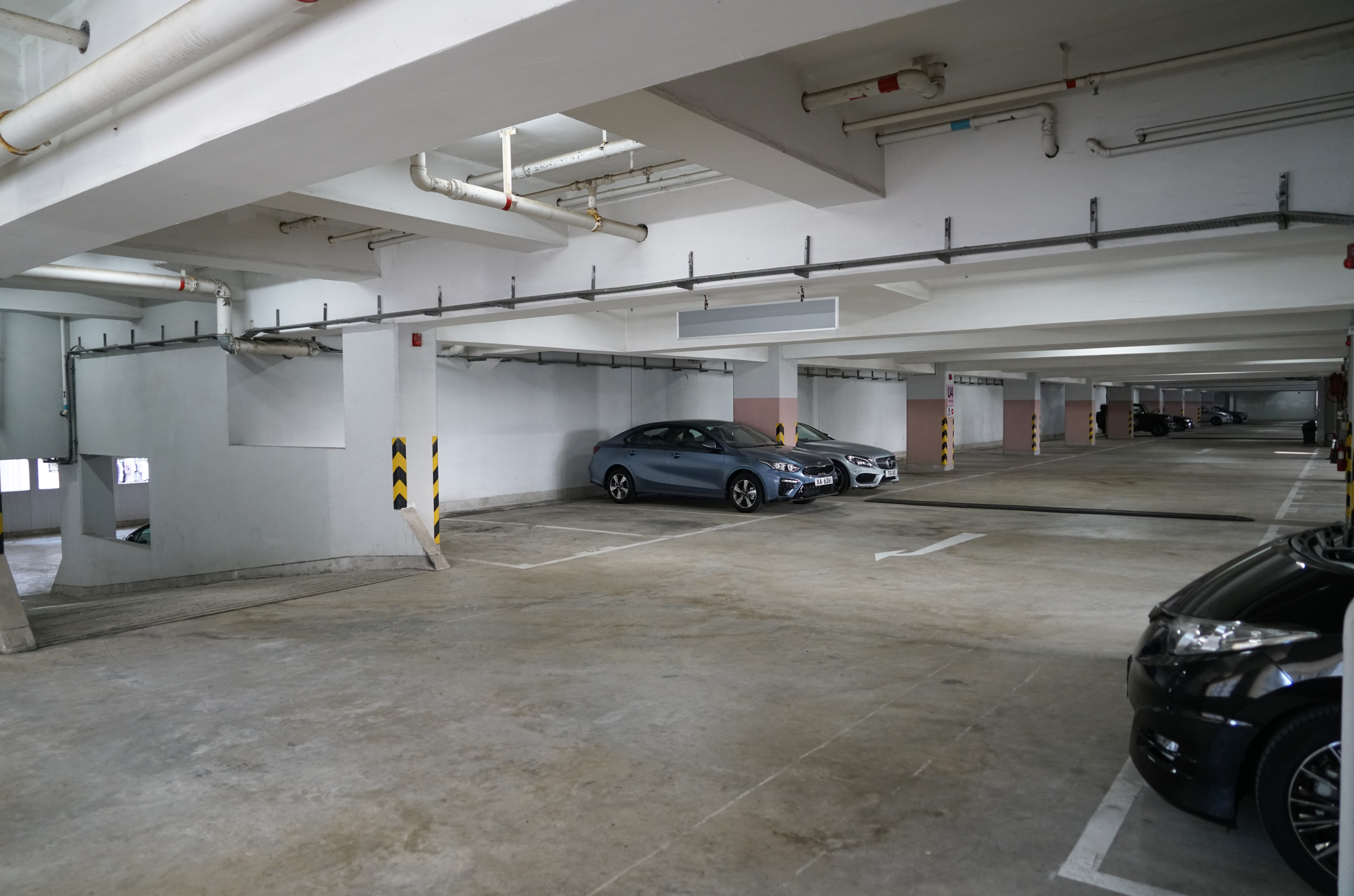
停車場內貌

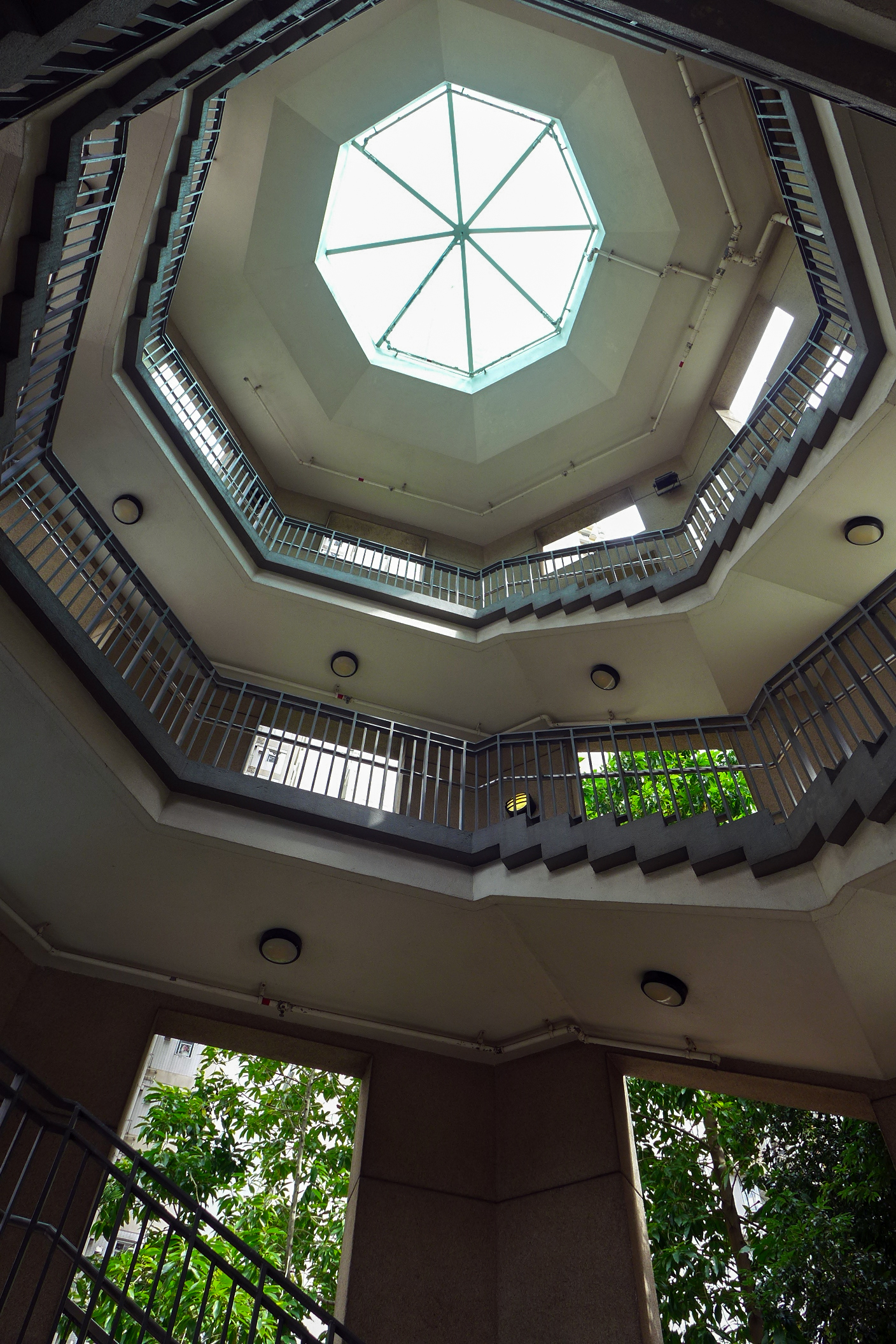
停車場連服務設施大樓的樓梯以中空設計

### 商業綜合大樓
設有公共運輸總站（有巴士總站及專線小巴站）、街市、商場、停車場及房屋署物料供應部門寫字樓等，天台設有籃球場、羽毛球場及休憩花園。當中愉翠商場共設兩層，設有多家零售商舖，包括百佳超級市場、麥當勞、意八餐廳、OK便利店、7-11便利店、八方雲集、萬寧及大型酒樓君臨宴會廳。商場由領展管理。

### 停車場連服務設施大樓
設有停車場、屋苑管理處、長者中心、幼稚園、兒童及青年中心，天台設有兒童遊樂場及休憩花園。
- 地下
  - 基督教香港信義會社會服務部善學慈善基金關宣卿愉翠長者鄰舍中心
- 一樓
  - 基督教神召會合一堂幼稚園 （页面存档备份，存于）（2001年創辦）
- 二樓
  - 循道衛理楊震社會服務處循道衛理楊震社會服務處

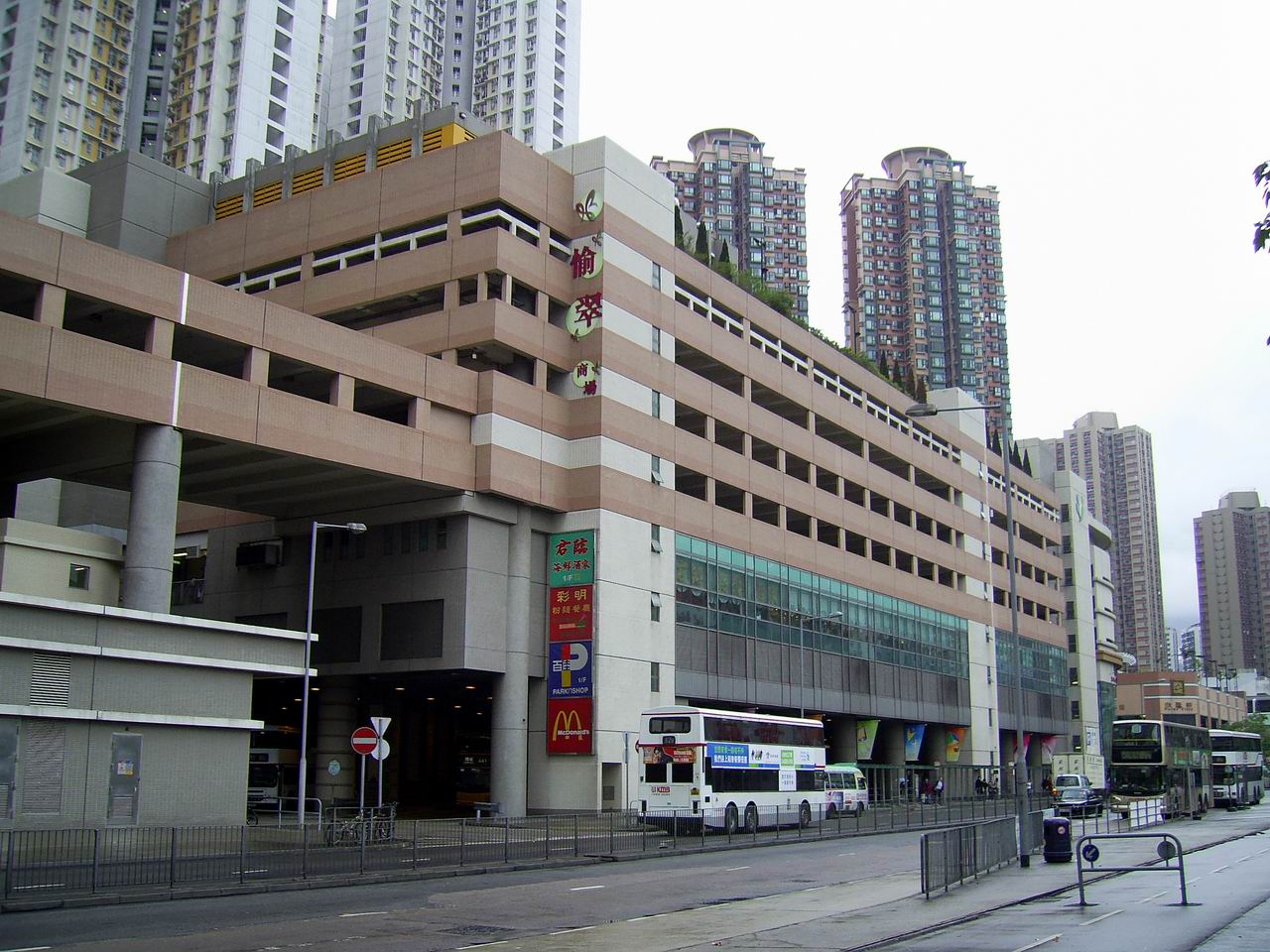
愉翠商場外貌
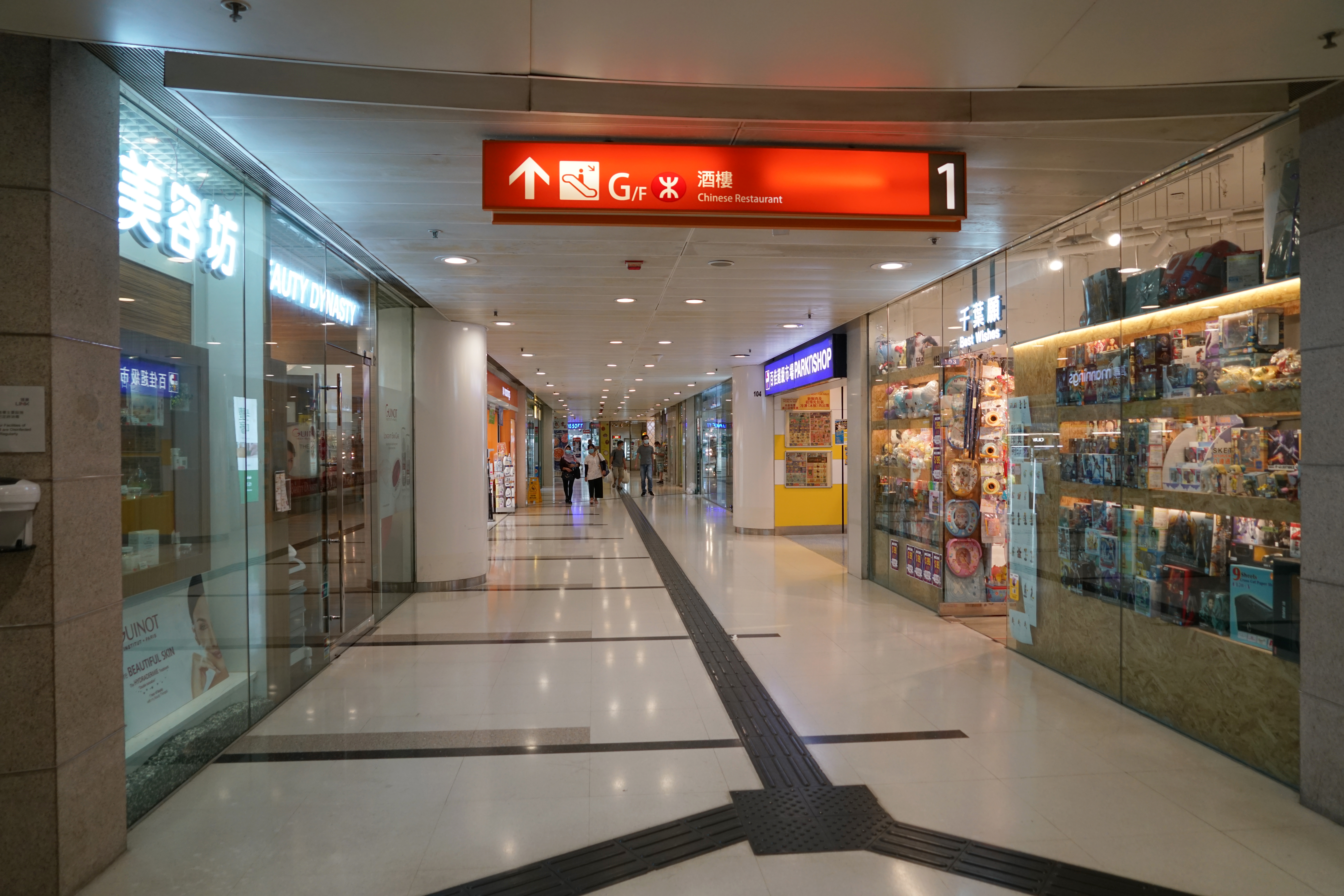
愉翠商場一樓，2020年
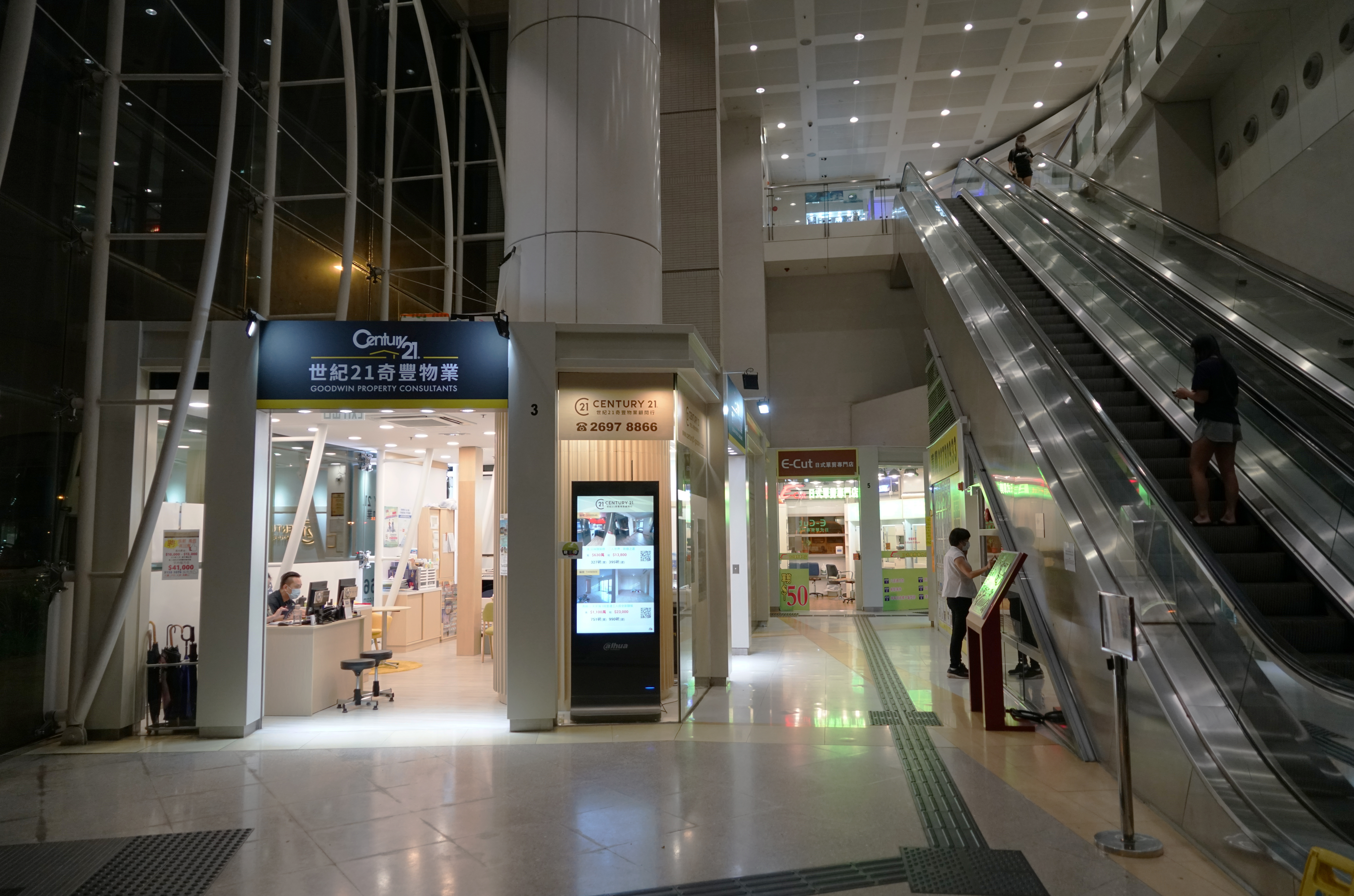
愉翠商場地下，2020年
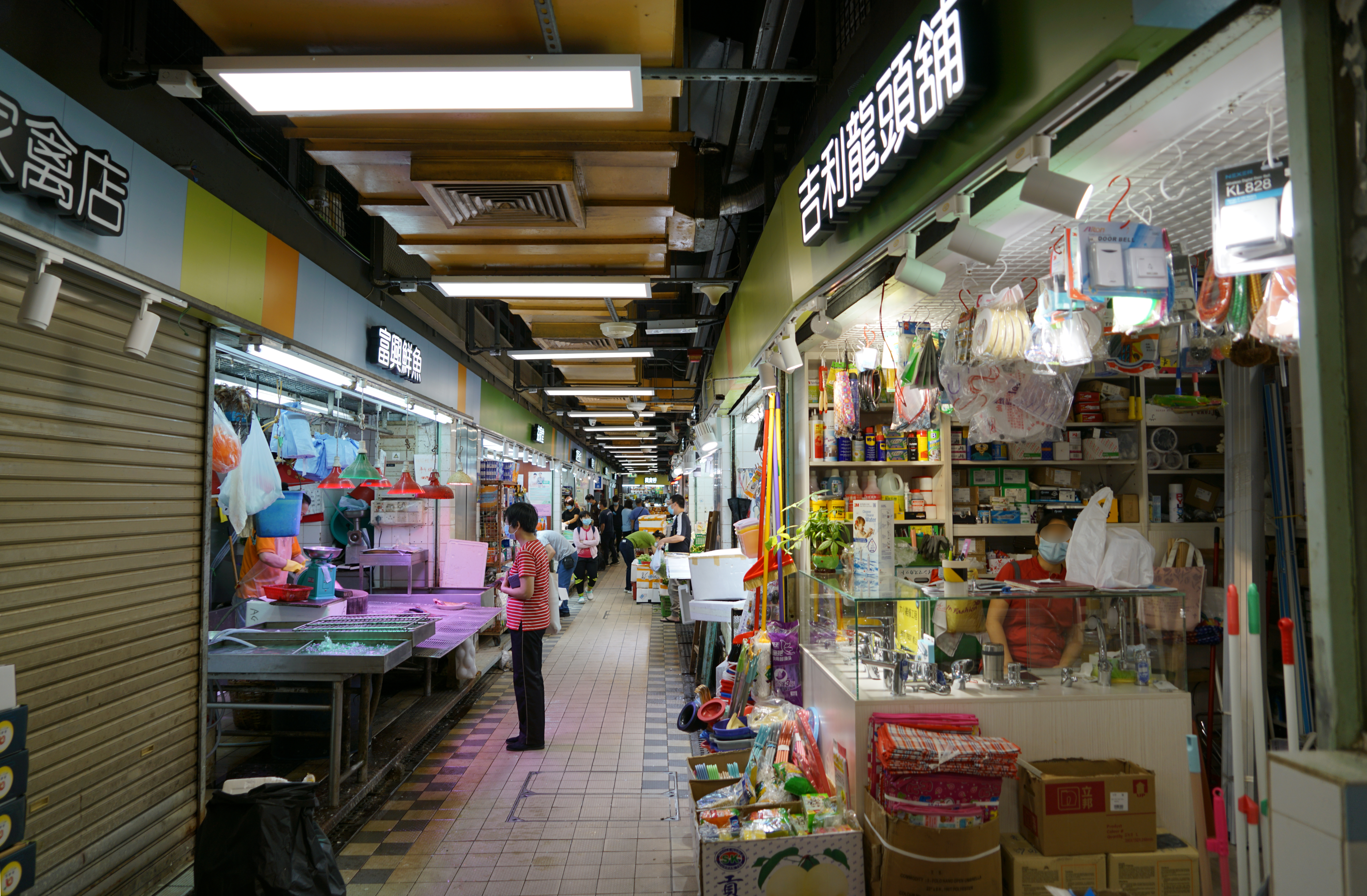
翻新了檔户招牌的愉翠街市，2020年
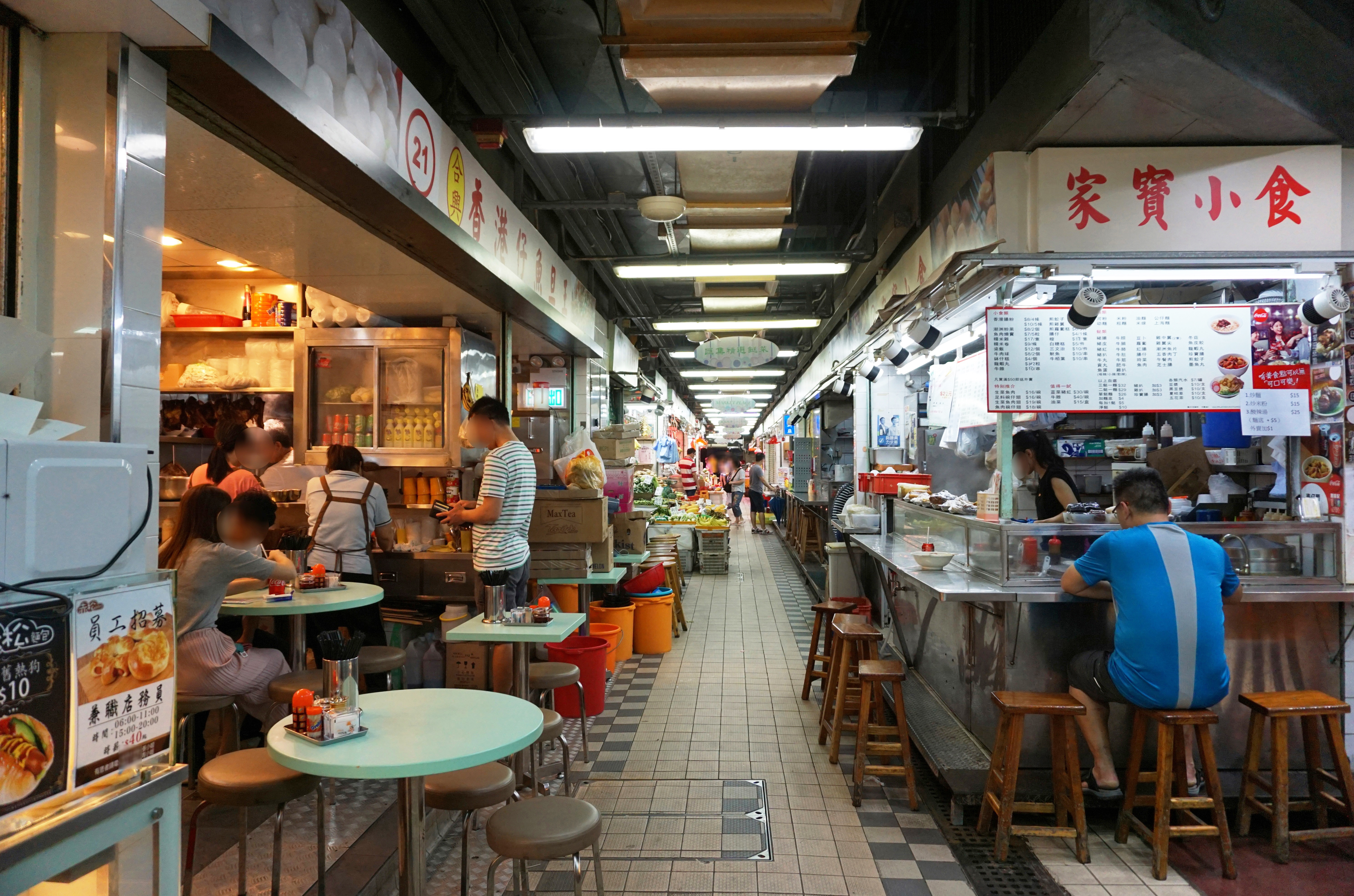
少量翻新前的愉翠街市，2017年
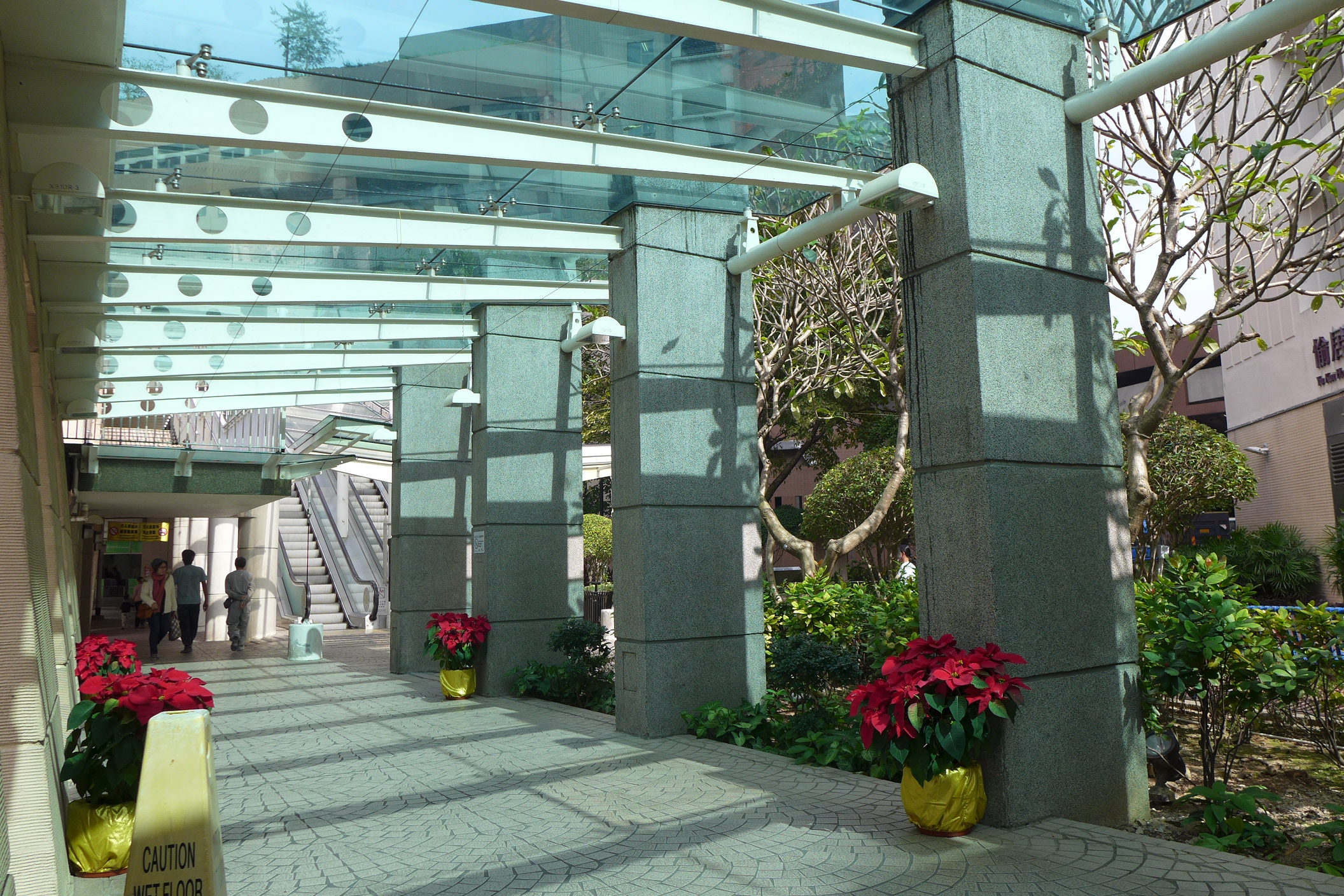
往愉翠商場的行人通道
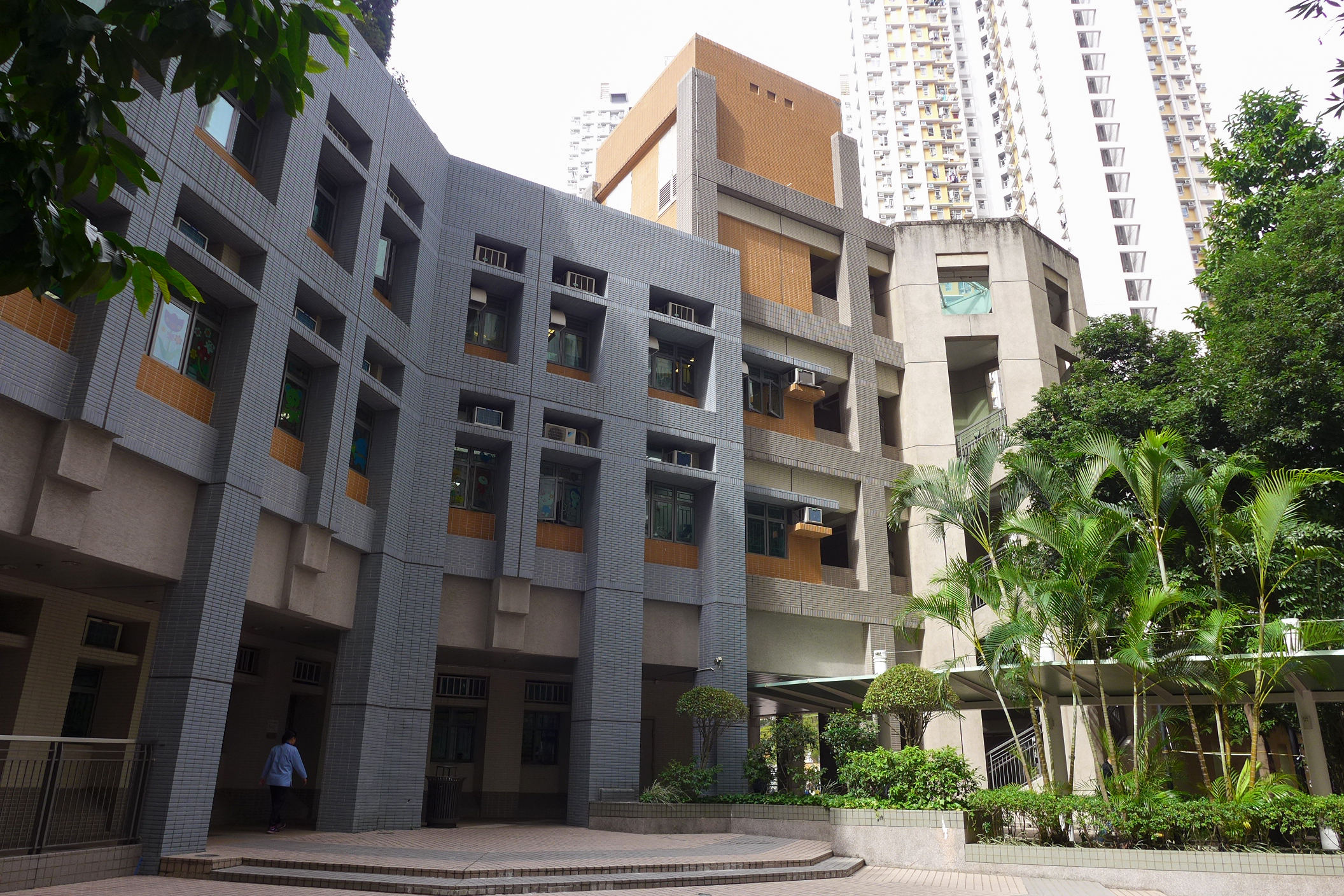
停車場連服務設施大樓
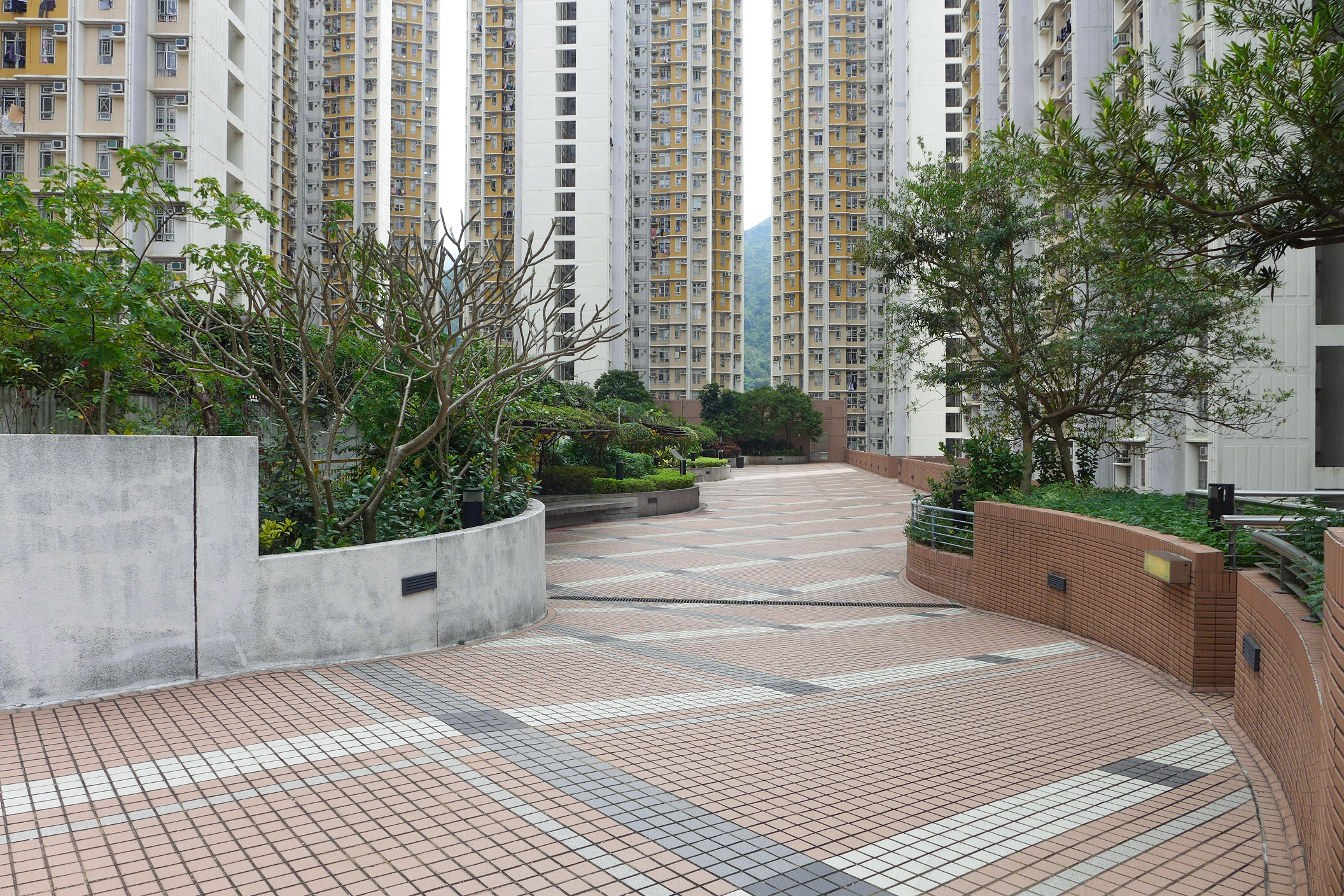
天台休憩花園

## 軼事

### 公營房屋環評試點
1999年，愉翠苑第一建築期連同當時尚未命名的上水清河邨其中三座，獲選為「香港建築環境評估計劃」的評審試點。

### 停售居屋後剩餘單位處理
由於政府於2002年宣佈無限期停售居屋，原定在2003年「居屋第24期乙」發售的愉善閣、愉揚閣、愉齊閣、愉能閣及愉賢閣五座被迫丟空至2007年才可發售。而在2004年，一批居住於即將清拆的沙田已婚警察及消防宿舍（已重建為豐和邨）警務、消防人員請願，要求政府購入以上五座居屋作政府宿舍，以安置該批居民，但政府方面拒絕。最後，所有樓宇如常在2007年「禁售令」結束後，透過剩餘居屋計劃第一期發售。

### 私家車撞傷11歲女童 昏迷重傷送院 情況危殆
2023年1月6日傍晚6時，在B座停車場口，一位11歲女童突然衝出馬路，被白色私家車撞到，現場遺下她的粉色羽絨。途人把捲入車底的女童救出並報警求助，警方連同救護車迅速趕到，由女童母親陪同送往不到100米外的威爾斯親王醫院。該女童頭部受傷昏迷，身上有多處血痕，昏迷時一度情況危殆，被列為緊急命危個案優先處理。47歲鄔姓男司機暫被警方拘留，可能檢控涉嫌危險駕駛導致他人嚴重受傷罪名。經調查發現女童就讀沙田循道衛理小學，校方對此事表示非常關注而擔憂，為她舉辦校內許願平安籌款活動讓學生家長施予協助。後續的情況暫時不獲女童家長許可公開。

## 交通

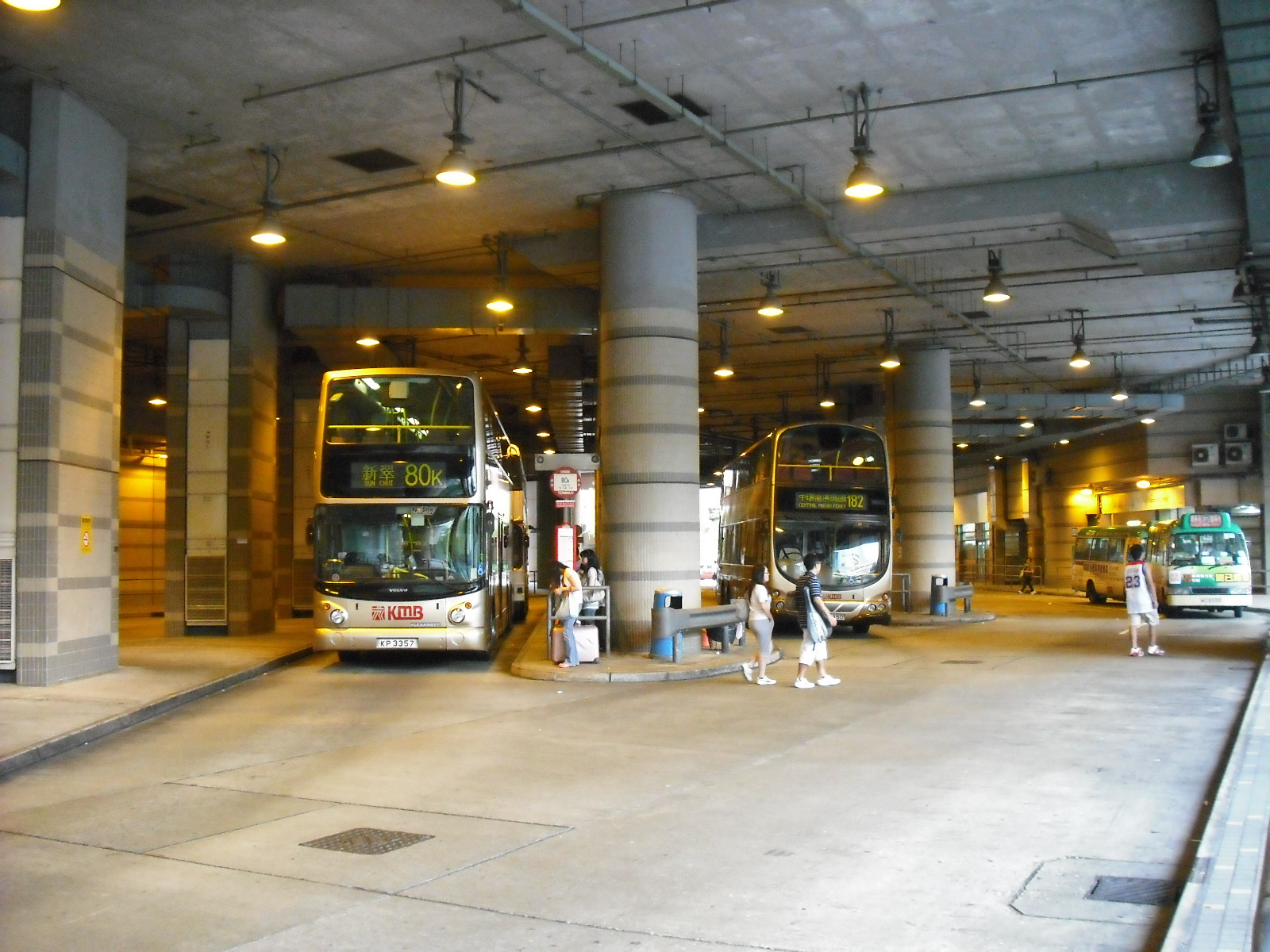
愉翠苑公共運輸交匯處